# Madonnan på ängen (Rafael)
Madonnan på ängen (italienska: Madonna del Prato) är en oljemålning av den italienske renässanskonstnären Rafael. Den målades 1505–1506 och ingår i samlingarna på Kunsthistorisches Museum i Wien. 
Målningen skildrar Jungfru Maria, Jesusbarnet och Johannes Döparen i en harmoniskt lantlig miljö. Över deras huvuden är glorior inmålade och Johannes håller med båda händerna ett kors. Madonnan med barnet var ett av renässansmåleriets vanligaste motiv och i synnerhet Rafael utförde ett stort antal sådana tavlor. Här är Jungfru Maria avbildad i mitten och Rafael har använt sig av den vanliga pyramidformen för figurkompositionen. Den målades under Rafaels florentinska period (1504–1508) då han verkade parallellt med de äldre Leonardo da Vinci och Michelangelo som han också tog intryck av (jämför Anna själv tredje och Bryggemadonnan som också tillämpar pyramidkomposition). Likheten mellan denna målning och Madonnan med steglitsan och Madonnan med barnet och den unge Johannes Döparen är inte en slump; den representerar den kvinnliga skönhetens ideal enligt Rafael. Kanske använde han samma modell för målningarna. 
Konstnären gav målningen till den florentinske humanisten och mecenaten Taddeo Taddei (1470–1529). Den förvärvades av Ferdinand Karl av Främre Österrike 1662 och ingick därefter i Ambrassamlingen till 1773 då den överfördes till de kejserliga samlingarna i Wien (kallas därför också Madonna del Belvedere). 